# Ernst & Young Plaza
El Ernst & Young Plaza es un rascacielos de 163 metros de alto en Los Ángeles, California. Fue terminado en 1985, cuenta con 41 plantas y es el 18.º edificio más alto en Los Ángeles. La torre es actualmente propiedad de Brookfield Properties Inc, y fue diseñado por Skidmore, Owings & Merrill LLP. Aunque está en California, aparece en el panorama urbano de Nueva York en la película El día de mañana.
Tras su finalización en el año 1985, este edificio se sitúa como la sede de California del gigante financiero Citicorp, después llamado Citigroup.

## Inquilinos
- Previamente Trizec Propiedades tenían sus oficinas en la Suite 1850[2]